# Державний університет кольорових металів і золота (РФ)
56°00′07″ пн. ш. 92°55′57″ сх. д. / 56.001944° пн. ш. 92.9325° сх. д.
Державний університет кольорових металів і золота (рос. Государственный университет цветных металлов и золота, англ. State University of Non-Ferrous Metals and Gold) — державний університет у Росії, який існував у 1930—1958 роках у Москві, у 1958—2006 роках у Красноярську. Університет приєднався до Сибірського федерального університету в 2006 році.